# Le Cercueil
Le Cercueil är en kommun i departementet Orne i regionen Normandie i nordvästra Frankrike. Kommunen ligger i kantonen Carrouges som tillhör arrondissementet Alençon. År 2022 hade Le Cercueil 145 invånare.

## Befolkningsutveckling
Antalet invånare i kommunen Le Cercueil
| Referens: INSEE |